# The Lost Special
The Lost Special é um seriado estadunidense de 1932, gênero aventura e Western, dirigido por Henry MacRae, em 12 capítulos, estrelado por Frank Albertson, Ernie Nevers, Cecilia Parker, Francis Ford e Tom London. Produzido e distribuído pela Universal Pictures, e veiculou nos cinemas estadunidenses a partir de 5 de dezembro de 1932. o seriado foi baseado no conto The Lost Special, de Arthur Conan Doyle, porém não inclui o personagem Sherlock Holmes e transfere os eventos para o oeste estadunidense.
Este foi o 84º seriado da Universal Pictures, e o seu 16º seriado sonoro.

## Sinopse
Um trem especial, carregado com lingotes de ouro, é sequestrado a caminho da mina Golconda. Os bandidos tomam o trem e o levam para fora da linha principal, escondendo-o em um eixo abandonado, e roubam o ouro, deixando um mistério no seu rastro. O proprietário de parte da mina, Potter Hood e o proprietário da ferrovia, Horace Moore, procuram o trem desaparecido misteriosamente e o ouro. Eles desconhecem, no entanto, que os criminosos estão trabalhando secretamente para Sam Slater, o outro parceiro da mina de ouro, que quer sabotar as operações da mina para assumi-la completamente.
O filho de Potter, Tom Hood, chega em casa da faculdade e determina-se a resolver o mistério com a ajuda de seu amigo Bob Collins. Eles embarcam no trem especial em sua próxima viagem. Enquanto isso, a jornalista Betty Moore, que é sobrinha doproprietário da ferrovia, e sua amiga Kate Bland começam sua própria investigação. Depois que os quatro jovens falham em uma tentativa de um segundo assalto, juntam-se as forças. Os próximos 11 capítulos mostram as tentativas dos personagens para localizar o trem especial e identificar o líder do roubo.

## Elenco
- Frank Albertson … Tom Hood, filho de Potter Hood
- Ernie Nevers … Bob Collins, amigo de Tom
- Cecilia Parker … Betty Moore, repórter e sobrinha de Horace Moore
- Francis Ford … Potter Hood, proprietário de parte da mina de ouro Golconda
- J. Frank Glendon … Sam Slater, proprietário de parte da mina de ouro Golconda
- Frank Beal … Horace Moore, proprietário da ferrovia
- Caryl Lincoln … Kate Bland, amiga de Betty Moore
- Tom London … Dirk/ Detetive Dane
- Al Ferguson … Gavin
- Jack Clifford … Doran
- Edmund Cobb … Spike
- Joe Bonomo … Joe
- George Magrill … Lefty
- Harold Nelson … Professor Wilson

### Dublês
- George DeNormand
- George Magrill

## Detalhes da produção
Como é típico dos seriados, cada episódio termina em um cliffhanger. Por exemplo: as duas moças estão dirigindo um carro ao longo de uma estrada paralela ao trem em alta velocidade, quando o revólver de um dos capangas estilhaça o pára-brisa do carro de Betty, cegando-a e enviando seu carro contra o trem. Outro cliffhanger mostra os heróis presos em um calabouço com a água subindo.
Cada um dos 12 capítulos tinha 20 minutos, e o seriado total tinha 240 minutos.
Ernie Nevers, um dos atores principais, foi uma estrela do Futebol americano.

## Capítulos
1. The Lost Special
2. Racing Death
3. The Red Lantern
4. Devouring Flames
5. The Lighting Strikes
6. The House of Mystery
7. The Tank Room Terror
8. The Fatal Race
9. Into the Depths
10. The Jaws of Death
11. The Flaming Forest
12. Retribution

Fonte: